# Павло Вишебаба
Павло Вишебаба (рођен 28.03.1986. године, град Краматорск, Донецјка област, Украјинска ССР) - украјински еко-активиста, музичар, писац. Оснивач организације цивилног друштва "Једина планета", амбасадор по питањима толеранције у Уједињеним нацијама.

## Биографија
Павло Вишебаба је рођен у граду Краматорску. Почео је да студира на техничком факултету Донбаске академије за машиноградњу али је одустао у трећој години и уписао новинарство на Мариупољском државном универзитету. Током студија је три године радио у часопису "Приазовски рабочиј".
2012. године, након универзитета, преселио се у Кијив. Активно је учествовао у Револуцији достојанства, наиме је радио у прес служби Штаба националног отпора. Након тога је годину и по дана радио у прес служби Кабинета Министара Украјине, одговарао је за међународну комуникацију и везу између министарстава.
Одрекао се коришчења руског језика, прешао је потпуно на украјински, објашњавајући своју одлуку тиме да су његов родни град Краматорск окупирали "руски плаћеници".
2013. године постао је вегетаријанац, 2015. године - веган, када се потпуно одрекао хране са морским плодовима и одеће из животиња. 13. априла 2016. године отворио је први у Украјини вегански кафић «One Planet». У августу исте године одлучио је да оснива музички оркестзар ауторских песама и песама о хармонији човека и природе.
Током лета 2017. године «One Planet Orchestra» је на краудфандинговој платформи "Спилнокошт" скупили око 45 хиљада гривни и постао је први украјински оркестар, који је потпуно финансирао свој први албум из народних средстава.
У децембру 2016. године Павло је основао организацију цивилног друштва "Једина планета" чији је циљ да се прекине експлуатација животиња, забране крзнене фабрике, реагирање на климатске промене и тако даље.
2017. године Павло Вишебаба је изабран за амбасадора по питањима толеранције у Уједињениним нацијама, у Украјини.
Постао је познат у јавности због учешћа у противкрзненој кампањи «ХутроOFF» . У септембру 2018. године направио је апел ка Врховној Ради Украјине о забрани производње крзна у Украјини. Апел је скупио 27 хиљада потписа што је у том моменту било историјски максимум изражене јавне подршке неком апелу. 26. новембра исте године његови опоненти су полили Вишебабу зеленом бојом током митинга против укидања забране лова на лосева, који се налазе на Црвеној листи Украјине.
На почетку 2019. године Павло Вишебаба је покренуо борби против изградње холандске фарме нутрија у селу Пидхирне, Волињ. Иницијирао је нацрт закона о забрани крзнене производње на територији Украјине бр. 10019.
2022. године је написао збирку песама "Само немој да ми пишеше о рату".

## Занимљиви подаци
- својим моралним примерима Павло Вишебаба је у једном интервију назвао Махатму Гандија и Нелсона Манделу, а међу украјинским познатим личностима - Григорија Сковороду и Тараса Шевченка
- кад је био мали, Павло је хтео да упише краматорску музичку школу, али су га одбили, рекавши да он нема никаквог музичког талента.

## Линкови
- Особиста сторінка Павла Вишебаби на веб-сајту
- Сайт громадської організації "Єдина планета" Архивирано на веб-сајту  (19. април 2021)
- сторінка громадської організації "Єдина планета" на сајту Опендатабот — сервиса за мониторинг података о украјинским компанија.

Видео
- ВІЛЬНА ТЕМА. Павло Вишебаба на веб-сајту
- АКМЦ-online: Прес-конференція Любка Дереша та Павла Вишебаби на веб-сајту
- Хутряні ферми забруднюють підземні води бактеріями та вірусами на веб-сајту